# Żółtańce
Żółtańce – wieś w Polsce położona w województwie lubelskim, w powiecie chełmskim, w gminie Chełm.
W latach 1975–1998 miejscowość administracyjnie należała do województwa chełmskiego. 
Wieś stanowi sołectwo gminy Chełm. Według Narodowego Spisu Powszechnego z roku 2011 wieś liczyła 296 mieszkańców i była szesnastą co do liczby ludności miejscowością gminy.

## Charakterystyka
Wieś, według Narodowego Spisu Powszechnego (III 2011 r.), zamieszkiwało 296 osób i była to szesnastą co do wielkości miejscowość gminy Chełm. W Żółtańcach działa Ochotnicza Straż Pożarna, istnieje Gminny Ośrodek Kultury (GOK). Obok ośrodka stoi kapliczka z 1948 r, w której znajduje się obraz Matki Boskiej sprzed 1939 r. Na polach wsi Żóltańce, Weremowice i Pokrówka usytuowany jest zbiornik wodny o łącznej powierzchni 103 ha, służący celom łowieckim, jak i rekreacyjnym-przy dużym zbiorniku znajduje się plaża, 3 pomosty, boiska: trawiaste do gry w piłkę nożną oraz do gry w piłkę plażową. Poza tym w pobliżu Żółtaniec znajduje się wyrobisko po kopalni piasku, na którym co roku rozgrywane są zawody samochodów terenowych. Od 2003 r. wierni wsi Żółtaniec należą do Parafii Św. Rodziny (na os. Słonecznym), wcześniej uczęszczali do Parafii Rzymskokatolickiej pw. Rozesłania Świętych Apostołów w Chełmie.

## Historia

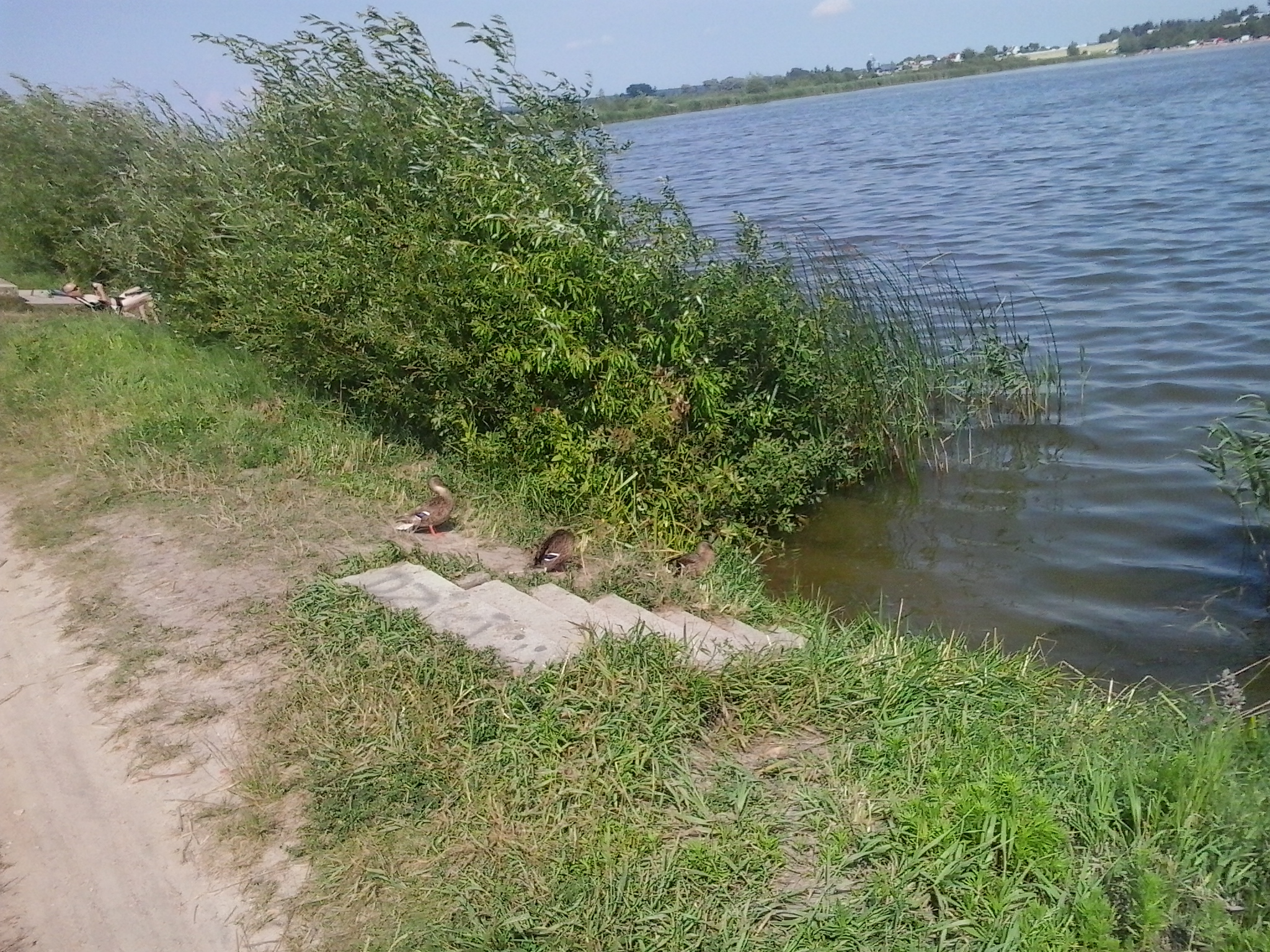
Kaczki nad zalewem Żółtańce

Wieś wymieniana od 1431 r., jako własność królewska, zarządzana przez wójta chełmskiego. W wieku XVI wchodzi w skład starostwa chełmskiego. W wieku XIX Żółtańce opisano jako wieś z folwarkiem w powiecie chełmskim, gminie Krzywiczki, parafii Chełm. Wieś posiadała w drugiej połowie XIX wieku szkołę początkową. W roku 1895 folwark stanowił majorat rządowy. W 1827 r. było 22 domów 152 mieszkańców. W 1842 r. (w momencie, gdy urodził się ks. Józef Dąbrowski) Żółtańce liczyły około 20 domów i niecałe 200 mieszkańców.

## Ludzie związani z Żółtańcami
- Józef Dąbrowski (ur. 10 stycznia 1842 w Żółtańcach, zm. 15 lutego 1903 w Detroit) – ksiądz katolicki, powstaniec styczniowy, pionier szkolnictwa polskiego, założyciel seminarium św. Cyryla i Metodego oraz polskich Zakładów Naukowych w Detroit (po śmierci oba przeniesione do Orchard Lake), założyciel oraz fundator klasztorów w USA, ojciec duchowny sióstr Felicjanek w Ameryce. Jego imię nadano szkole podstawowej w Żółtańcach oraz nazwano nim ulicę przy wsi Żółtańce-Kolonia.